# Lekkoatletyka na Letnich Igrzyskach Paraolimpijskich 2008 – bieg na 10 000 metrów mężczyzn kl. T12
Bieg na 10 000 metrów mężczyzn kl. T12 podczas Letnich Igrzysk Paraolimpijskich 2008 rozegrano 14 września o godzinie 1853. W rozgrywkach wzięło udział 16 sportowców z 12 krajów.

## Wyniki
| Poz. | Zawodnik             | Narodowość | Rezultat | Uwagi |
| ---- | -------------------- | ---------- | -------- | ----- |
| 1    | Henry Kiprono Kirwa  | Kenia      | 31:42,97 | PR    |
| 2    | Zhiou Abderrahim     | Tunezja    | 31:43,15 | SB    |
| 3    | Odair Santos         | Brazylia   | 31:57,91 |       |
| 4    | Elkin Serna          | Kolumbia   | 32:39,24 |       |
| 5    | Francis Thuo Karanja | Kenia      | 33:03,51 |       |
| 6    | Moises Beristain     | Meksyk     | 33:17,07 | SB    |
| 7    | Alex Mendonca        | Brazylia   | 33:48,45 |       |
| 8    | Ali Elahi            | Iran       | 34:38,75 |       |
| 9    | Vedran Lozanov       | Chorwacja  | 35:04,76 |       |
|      | Linas Balsys         | Litwa      | DNF      |       |
|      | Manuel Garnica       | Hiszpania  | DNF      |       |
|      | Diosmany Gonzalez    | Kuba       | DNF      |       |
|      | Luis Herrera         | Meksyk     | DNF      |       |
|      | Gabriel Macchi       | Portugalia | DNF      |       |
|      | Ildar Pomykałow      | Rosja      | DNF      |       |
|      | Aurelio Santos       | Brazylia   | DNF      |       |